# Obermair
Obermair ist ein deutscher Familienname.

## Herkunft und Bedeutung
Obermeier ist eine Variante des Familiennamens Meier.

## Varianten
- Obermaier, Obermeier, Obermayer, Obermayr, Obermeir, Obermeyer

## Namensträger
- Erwin Obermair (1946–2017), österreichischer Astronom
- Gilbert Obermair (1934–2002), österreichischer Spieleautor und Spielekritiker
- Gustav Obermair (1934–2019), deutscher Physiker, Rektor der Universität Regensburg
- Hannes Obermair (* 1961), italienischer Historiker
- Hilde Obermair-Schoch (1897–1970), deutsche Volkswirtin
- Michael Obermair (* 1984), österreichischer Fußballspieler
- Raphael Obermair (* 1996), deutscher Fußballspieler